# Płużnica
Płużnica è un comune rurale polacco del distretto di Wąbrzeźno, nel voivodato della Cuiavia-Pomerania.
Ricopre una superficie di 119,33 km² e nel 2004 contava 5 026 abitanti.